# Seixo de Manhoses
Seixo de Manhoses é uma localidade portuguesa do Município de Vila Flor, freguesia com 8,80 km² de área e 404 habitantes (censo de 2021), tendo, por isso, uma densidade populacional de 45,9 hab./km².

## Demografia
A população registada nos censos foi:
| Distribuição da População por Grupos Etários | Distribuição da População por Grupos Etários | Distribuição da População por Grupos Etários | Distribuição da População por Grupos Etários | Distribuição da População por Grupos Etários |
| -------------------------------------------- | -------------------------------------------- | -------------------------------------------- | -------------------------------------------- | -------------------------------------------- |
| Ano                                          | 0-14 Anos                                    | 15-24 Anos                                   | 25-64 Anos                                   | > 65 Anos                                    |
| 2001                                         | 59                                           | 72                                           | 257                                          | 113                                          |
| 2011                                         | 58                                           | 40                                           | 197                                          | 174                                          |
| 2021                                         | 32                                           | 37                                           | 184                                          | 151                                          |